# Asociación de Facultades y Escuelas de Ciencias Veterinarias de Chile
La Asociación de Facultades y Escuelas de Ciencias Veterinarias de Chile (AFEVET), es una asociación creada en el año 1978, y que agrupa a las universidades públicas y privadas de Chile que cuentan con la carrera de Medicina Veterinaria.
La asociación busca impulsar el mejoramiento continuo de la calidad académica de la formación Médico Veterinaria y su desarrollo profesional.

## Misión
Dentro de los objetivos de la Asociación están:
- Velar por la calidad de la formación profesional entregada por las escuelas adscritas a la Asociación de Facultades y Escuelas de Ciencias Veterinarias de Chile.
- Promover y coordinar actividades de mutua cooperación entre susmiembros.
- Estimular y fortalecer la coordinación con organismos nacionales e internacionales.
- Orientar la educación en Ciencias Veterinarias, Pecuarias y Acuícolas, hacia el mejoramiento de la salud, producción y bienestar animal y de la salud pública veterinaria, incorporando avances científicos y tecnológicos, creando una conciencia ética y ambiental y fomentando nuevas formas de acceso a la información.
- Realizar o fomentar la realización de Congresos de carácter académico, científico, profesional y estudiantil.

## Integrantes
Las Facultades y Escuelas que integrantes de la agrupación son las siguientes (ordenadas por año de creación):
- Facultad de Ciencias Veterinarias y Pecuarias  de la Universidad de Chile
- Facultad de Ciencias Veterinarias  de la Universidad Austral de Chile
- Facultad de Ciencias Veterinarias de la Universidad de Concepción
- Facultad de Recursos Naturales y Medicina Veterinaria de la Universidad Santo Tomás
- Facultad de Medicina y Ciencias de la Salud de la Universidad Mayor
- Escuela de Medicina Veterinaria de la Universidad Católica de Temuco
- Facultad de Medicina Veterinaria y Agronomía de la Universidad de Las Américas
- Escuela de Ciencias Veterinarias de la Universidad de Viña del Mar
- Escuela de medicina veterinaria de la Universidad San Sebastián
- Escuela de Medicina Veterinaria de la Universidad Andrés Bello
- Escuela de Ciencias Agroalimentarias de la Universidad de O'Higgins
- Escuela de Medicina Veterinaria de la Universidad Bernardo O'Higgins
- Escuela de Medicina Veterinaria de la Pontificia Universidad Católica de Chile

### Exintegrantes
- Facultad de Recursos Naturales y Ciencias Silvoagropecuarias de la Universidad Iberoamericana de Ciencias y Tecnología. Se encuentra en proceso programado de cierre para 2020.[3]